# Обозний Микола Петрович
Микола Петрович Обозний (27 квітня 1945, місто Суми — 24 березня 2013, місто Суми) — український радянський партійний діяч, секретар парткому Сумського машинобудівного науково-виробничого об'єднання імені Фрунзе. Член Ревізійної комісії КПУ в 1986—1990 роках.

## Біографія
Трудову діяльність розпочав в 1962 році учнем слюсаря-електромонтажника Сумського машинобудівного заводу імені Леніна. Працював інженером-конструктором, майстром, енергетиком, заступником начальника цеху, з 1976 року — заступником голови профспілкового комітету Сумського машинобудівного заводу імені Леніна.
Член КПРС.
У 1979—1984 роках — начальник цеху Сумського машинобудівного науково-виробничого об'єднання імені Фрунзе Сумської області.
У 1984—1990 роках — секретар партійного комітету КПУ Сумського машинобудівного науково-виробничого об'єднання імені Фрунзе Сумської області.
У 1990—2005 роках — заступник головного інженера виробництва газоперекачувальних апаратів і компресорів Сумського машинобудівного науково-виробничого об'єднання імені Фрунзе Сумської області.
Потім — на пенсії в місті Сумах Сумської області.

## Нагороди
- орден Трудового Червоного Прапора
- орден Дружби народів
- медалі
- Державна премія СРСР (1988)